# Laura Martínez Ruiz
Laura Martínez Ruiz (nacida el 1 de agosto de 2006 en Barcelona, Cataluña) es una ex gimnasta artística española. 

## Biografía deportiva
En 1999 participó en el Mundial de Tianjin, donde fue 6.ª por equipos, 19.ª en la general, 8.ª en la final de salto y 7.ª en la final de barra de equilibrio. Si bien había logrado inicialmente el 7.º puesto por equipos, el 20.º puesto en la general y el 8.º en barra, la descalificación de China y Dong Fangxiao en el año 2012 hizo que subiera una plaza.
En febrero de 2000 compitió en la American Cup, donde fue bronce en la general individual, bronce en salto y plata en barra. Participó en los Juegos Olímpicos de Sídney 2000, donde obtuvo dos diplomas olímpicos, al terminar en el 4.º puesto en el concurso por equipos y en el 5.º en salto de potro. En la general fue 12.ª. El 4.º puesto por equipos es la mejor posición del equipo español de gimnasia artística femenina en su historia. Si bien habían logrado inicialmente el 5.º puesto por equipos, la descalificación de China en el año 2010 hizo que subieran una plaza. El equipo español estaba entrenado por Jesús ''Fillo'' Carballo e integrado en Sídney por Laura, Marta Cusidó, Susana García, Paloma Moro, Sara Moro y Esther Moya.
Para 2001, en la American Cup fue plata en la general, bronce en salto, oro en asimétricas y oro en suelo. En mayo de 2001 logró, con el equipo español combinado de varias disciplinas de gimnasia, la medalla de bronce en el primer Campeonato Europeo por Equipos celebrado en Riesa (Alemania), una competición oficial de la UEG. El equipo español en esa competición estuvo formado además por Alejandro Barrenechea, Víctor Cano y Sara Moro de gimnasia artística, y por dos representantes de gimnasia rítmica: Almudena Cid y Esther Domínguez.

## Filmografía

### Programas de televisión
| Programas de televisión | Programas de televisión | Programas de televisión | Programas de televisión   |
| Año                     | Título                  | Cadena                  | Notas                     |
| ----------------------- | ----------------------- | ----------------------- | ------------------------- |
| 2001                    | Escuela del deporte     | La 2 de TVE             | Entrevistada en reportaje |